# Teh Hong Piow

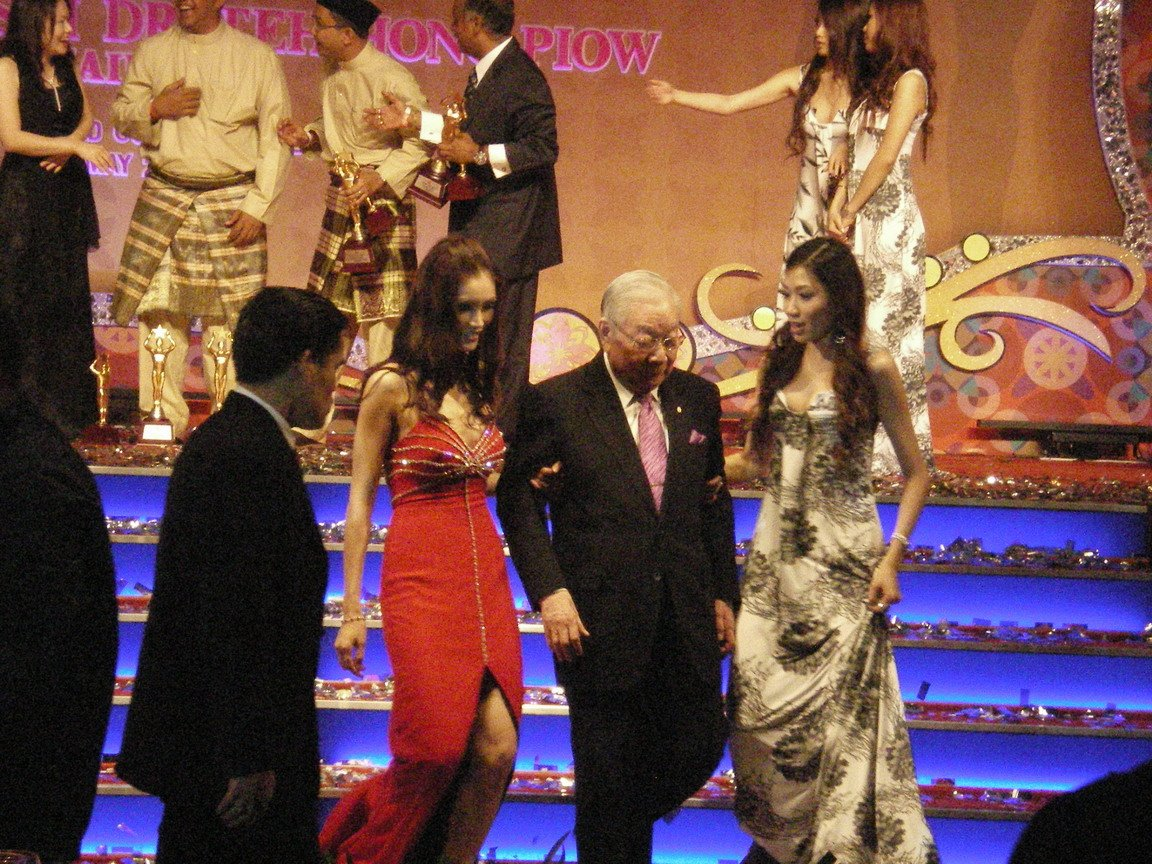
Teh Hong Piow

Teh Hong Piow (* 14. März 1930 in Singapur; † 12. Dezember 2022) war ein malaysischer Unternehmer.

## Leben
Piow leitete das malaysische Unternehmen Public Bank. Er hielt des Weiteren bedeutende Anteile am malaysischen Versicherungsunternehmen LPI Capital. Nach Angaben des US-amerikanischen Forbes Magazine gehörte Piow zu den reichsten Malaysiern. Er war mit Puan Sri Tay Sock Noy verheiratet, hatte vier Kinder und wohnte in Kuala Lumpur.